# 七百弄乡
七百弄乡，是中华人民共和国广西壮族自治区河池市大化瑶族自治县下辖的一个乡镇级行政单位。

## 行政区划
七百弄乡下辖以下地区：
弄合村、弄京村、弄良村、弄平村、保上村、古竹村、弄呈村、戈从村、弄雄村和弄腾村。